# El Baix Penedès: Setmanari Autonomista
El Baix Penedès: Setmanari Autonomista fou un setmanari editat i publicat a la comarca del Baix Penedès entre els anys 1906 i 1937.
El setmanari va ser fundat per Ramon Ramon i Vidales, qui va ser nomenat fill predilecte del Vendrell, ciutat on va néixer. La publicació neix atès que en aquella comarca no existia cap altre publicació que fos de caràcter polític i que defensés les idees federalistes. A més de tractar temes polítics d'àmbit català, també informaria sobre els problemes de la vida local "ab llellaltat desinteresada y bona fe patriòtica... No descuidant els problemes agrícols".
El setmanari constava de 4 pàgines a tres columnes. No serà fins a partir del 1919 que la publicació passarà a ser presentada en 4 pàgines a quatre columnes. Va tenir diversos subtítols, com ara Surt els dissaptes, Setmanari Autonomista republicà o Setmanari Nacionalista. Durant 31 anys va ser publicat de forma ininterrompuda, mai va ser suspès. És la publicació periòdica de més durada de la història local. Només a l'edició 175 avisava als lectors de la seva suspensió, cosa que finalment no es produí.
La periodicitat era setmanal, i les tarifes de la subscripció, que era trimestral, variaven. La gent del Vendrell pagava 1 pesseta, la gent de fora 1.25 pessetes i la gent estrangera 2 pessetes. Per a no subscriptors, el preu del diari eren 10 pessetes, o 20 si es volia comprar alguna edició anterior. El diari va ser imprès per Ramon Germans i Nebot. La redacció es trobava a la Plaça Pi i Maragall, 2.

## Naixement

### Fundador
El fundador va ser Ramon Ramon i Vidales, nascut al Vendrell el 1857. Va començar el seu periple per les lletres escrivint i publicant narracions breus de caràcter costumista en diferents revistes de Barcelona i, posteriorment, transformarà els seus curts relats en sainets. A més, vas ser un dramaturg força lligat al moviment de la Renaixença i va pertànyer al cercle proper d'Àngel Guimerà. Ramon va fer 71 obres que van ser publicades en 168 publicacions diferents. Va morir el 20 de juliol del 1916, deixant la direcció del seu diari en mans de Joan Ferret i Navarro.

### Causa de la fundació
A principis del segle xx a la comarca del Vendrell no hi havia cap diari polític que donés suport al federalisme, i es per això que Ramon Ramon i Vidales comença a editar el seu diari, lligant-se amb les idees republicanes, i posteriorment donant suport al POUM.

### Fragment fundacional
En la primera edició del Baix Penedès: Setmanari Autonomista, es publicà una editorial on s'exposava la ideologia que defensaria el diari i els seus objectius “Som uns quants vendrellenchs, que volém comunicar cada setmana, en forma r.ela, seriosa y comdeita, notes é impressions de la nostra vida local, als fills d’aquesta terra, als que hi vihuen y als que allunyats l’anyoran, à tots els que senteu amor per aquest Baix Panadés de las vinyes frondoses, del garrofer sofert, de la gent riallera, franca y campetxana.
En política, com demòcrates y autonomistas, procurarém interpretar ab dignitat y altesa de miras, el fondo sentiment de llibertat que glateix de tants anys en aquesta comarca nostra, tan catalana com autonomista y democrática. Tenim fé en que la democràcia té la missió de resoldre en justícia, els grans poblemas que agitan la societat contemporánea y creyém que no és possible la realitat de la democracia, sense la autonomia dels homes, dels municipis y dels Pobles.”  

## Història

### Suspensions
El Baix Penedès: Setmanari Autonomista mai va patir cap suspensió. Va produir diferents números durant 31 anys de forma continuada. Només l'edició 175 advertia que el diari patiria una suspensió. Malgrat això, no es va aturar la seva producció.

### Edicions més rellevants
- 74 1r numero amb una esquela en la portada
- 166 Nº dedicat a Àngel Guimerà
- 214 Eleccions al Vendrell i suport a Jaume Carner Romeu
- 871 1a edició amb una esquela que ocupa tota la portada
- 937 Nº homenatge al 50è aniversari del 4/3/1874 (entrada dels generals carlistes al Vendrell)
- 962 Mort d’Àngel Guimerà
- 988 Edició feta sota censura
- 1000
- 1372 Nº homenatge a Josep Aixalá i Casellas
- 1580 Primera edició durant la GC
- 1583 Afusellaments dels generals Goded i Burriel
- 1626 Última edició[4]

### Seccions principals
La publicació s'organitzava en una portada amb la noticia més important del dia, tot i que de vegades aquesta era ocupada per esqueles. Durant la segona meitat del 1926 a cada portada hi havia el dibuix d’algun personatge rellevant de l’època.
Les següents pàgines tracten les diferents noticies d’àmbit comarcal, provincial i autonòmic, i la última pàgina es deixava per als anuncis, esqueles, missatges per part de la redacció (sobretot durant la GC).

### Contingut i temàtiques
Les notícies que apareixien en aquesta publicació eren, principalment, de temàtica social i política, afegint alguns cops noticies d’economia. Es donava molta importància als textos i discursos d'Andreu Nin, polític que va rebre el suport per part del diari. La cultura quedava relegada a l’última pàgina del diari. Excepte en determinats moments històrics importants, les notícies es focalitzaven, principalment, en l’àmbit local.
De maig de 1916 a març de 1918 el diari serà el portaveu del Centre Republicà Autonomista.

### Final
El 19 de juny del 1937, el diari publica la seva última edició. No es fa una menció sobre la desaparició pròxima de la publicació, per tant, no hi ha cap justificació per a finalitzar el diari.
El diari donava suport al POUM, i el seu líder, Andreu Nin, fou assassinat el 20 de juny del 1937. Podria ser que la publicació deixés de publicar-se com a protesta o perquè a partir d’aquell moment el POUM va començar a ser mal vist a Catalunya.

## Directors i col·laboradors
| DIRECTORS                         |
| Ramon Ramon i Vidales 1906- 1916  |
| Joan Ferret i Navarro 1906- 1933  |
| Ferran Rossell i Janés 1933- 1936 |
| Josep Ramon 1936- 1937            |

| COL·LABORADORS   |
| Ferran Ramon     |
| Rafael Fuster    |
| Francesc Guitart |
| Pere Plana       |
| Joan Vidal Salvó |